# US-amerikanische Badmintonmeisterschaft 1979
Die US-amerikanische Badmintonmeisterschaft 1979 fand im Frühjahr 1979 in Omaha statt. Es war die 39. Auflage der nationalen Titelkämpfe im Badminton in den USA.

## Titelträger
| Disziplin    | Sieger                     |
| ------------ | -------------------------- |
| Herreneinzel | Chris Kinard               |
| Dameneinzel  | Pam Brady                  |
| Herrendoppel | Jim Poole Mike Walker      |
| Damendoppel  | Pam Brady Judianne Kelly   |
| Mixed        | Mike Walker Judianne Kelly |